# حفاری جهت‌دار

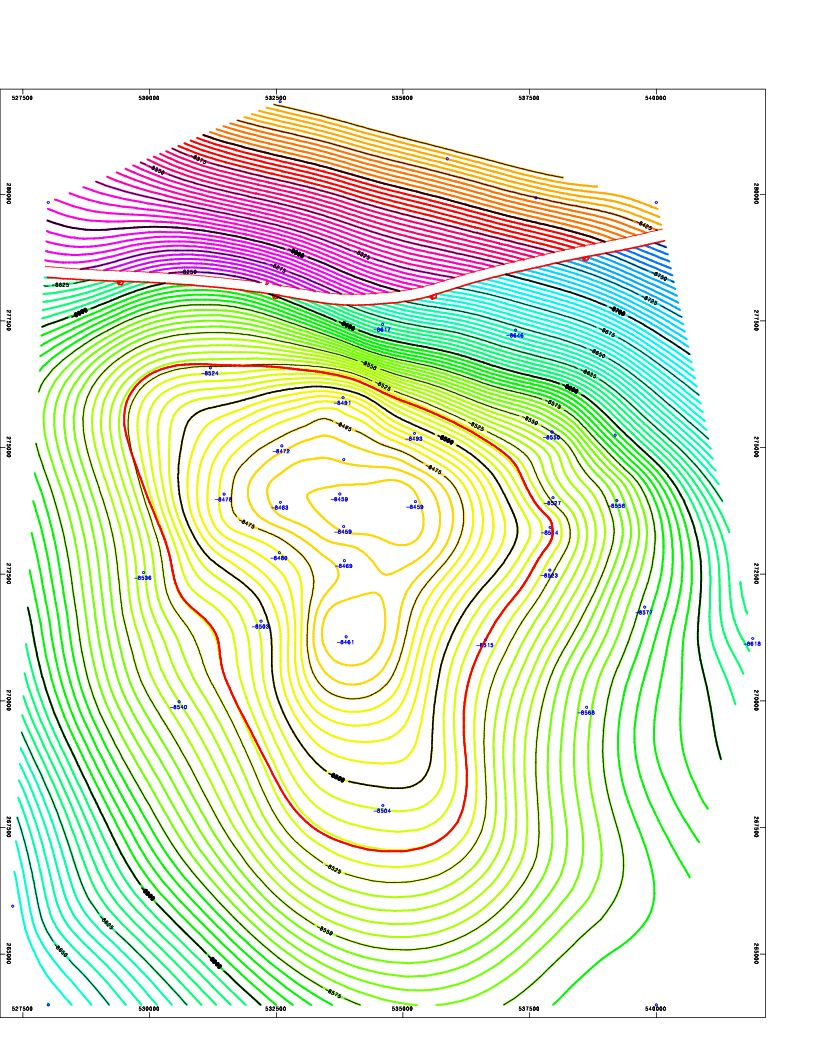
عکس متعلق به نرم‌افزار کانتور مپ مربوط به مخزن نفتی در عمق ۸٫۵۰۰ فوتی از سطح زمین، در منطقه ارت، لوئیزیانا

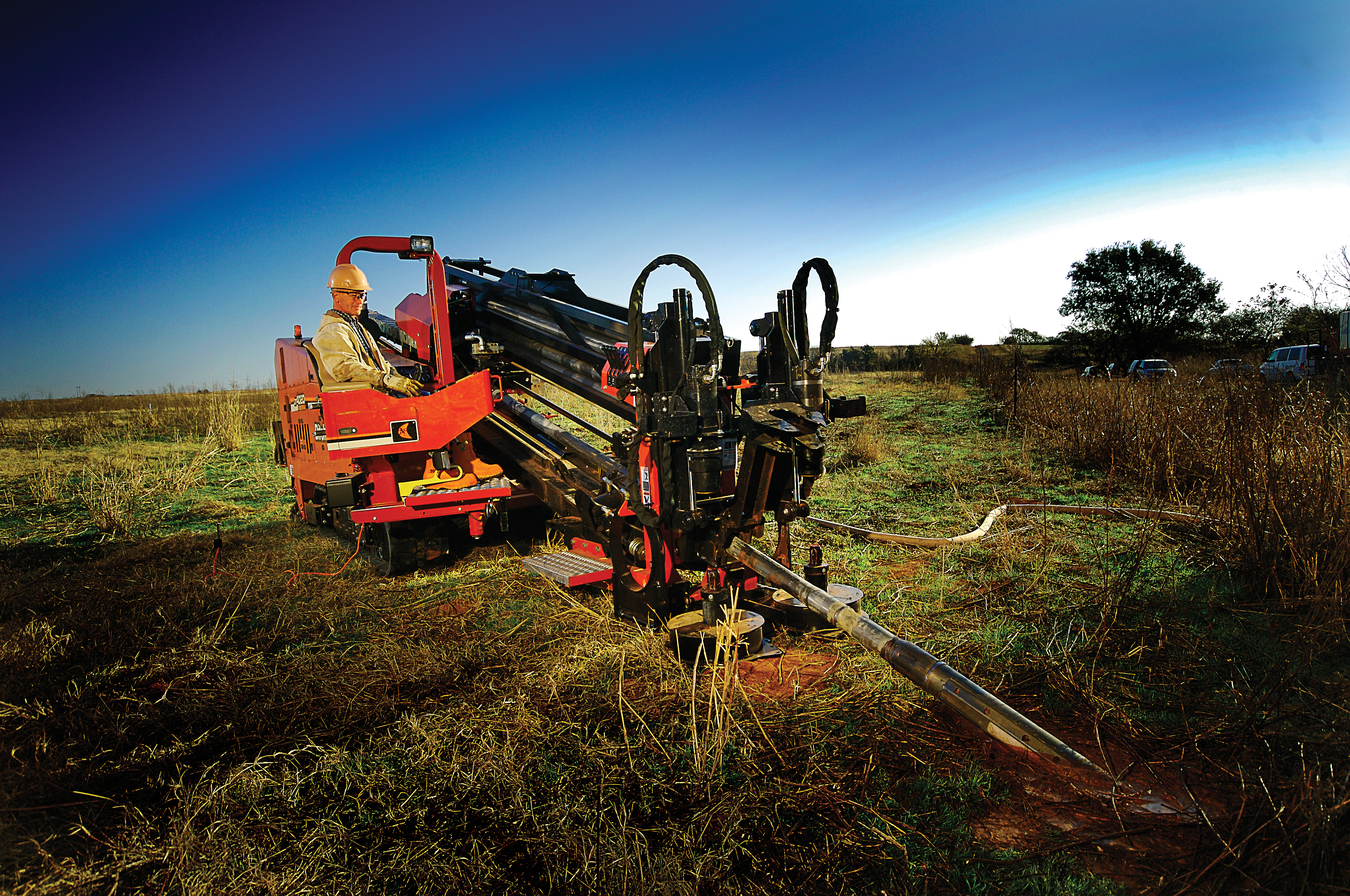
تجهیزات عملیات حفاری افقی

حفاری جهت‌دار، (به انگلیسی: Directional drilling) عبارت است از فن خاصی، که در آن چاه (چاه نفت یا چاه آب) بر پایه برنامه پیش‌بینی شده‌ای، (با استفاده از نرم‌افزار حفاری جهت‌دار) غیر از حالت عمودی، حفاری می‌گردد. حفاری جهت دار نوعی از حفاری است، که در آن مسیر چاه بر اساس نقشه‌ای معین و از پیش طراحی شده، برای رسیدن به ناحیه هدف، از حالت عمودی منحرف می‌شود. این نوع حفاری زمانی انجام می‌شود که بنابه دلایلی، هدف نهایی از محلی که بر روی زمین عملیات حفاری آغاز شده، به صورت جانبی دارای فاصله باشد. در حفاری جهت‌دار علاوه بر تجهیزاتی که در حفاری عمودی بکار می‌روند، تجهیزات ویژه‌ای نیز استفاده می‌گردد، که شامل: دستگاه جهت‌یابی در حین حفاری و دستگاه موتور درون‌چاهی می‌باشد.
استفاده از حفاری جهت‌دار، که امروزه جزء جدانشدنی روش‌های مرسوم حفاری به‌شمار می‌رود، جهت توسعه میادین نفتی بسیار معمول است. برخلاف حفاری عمودی که در آن تنها انتخاب و طراحی طول چاه مهم است، در روش حفاری جهت‌دار می‌بایست، مواردی از قبیل سیستم اندازه‌گیری، ابزار دقیق، ابزار آلات انحراف، پارامترهای مناسب حفاری، سازگاری معماری چاه با طول آن و روش سیمان‌کاری مؤثر، در نظر گرفته شود.

## تاریخچه
حفاری جهت دار برای اولین بار در سال ۱۹۲۹ با ساخت دستگاه‌های دقیق اندازه‌گیری زاویه چاه، مورد توجه قرار گرفت. در اوائل دهه ۱۹۳۰ اولین چاه جهت دار در خلیج هانتینگتون، کالیفرنیا حفاری شد. به تدریج با توسعه میدان نفتی خلیج هانتینگتون و حفر دو حلقه چاه جهت دار دیگر، چاه‌هایی به دست آمد، که میزان تولید بیشتری داشتند.
حفاری جهت دار تا سال ۱۹۳۴ طرفداران چندانی نداشت، تا این که در این سال یک چاه در کنرو، تگزاس دچار فوران شد. در این هنگام پیشنهاد شد با حفر یک چاه جهت دار، برای برخورد با چاه اول و پمپ گل به درون آن، مانع از ادامه فوران شوند. با انجام موفقیت‌آمیز این پروژه، حفاری جهت دار به عنوان راه حلی برای مسائل دشوار و دستیابی به مخازن پیچیده از سوی شرکت‌های حفاری، مورد استقبال قرار گرفت.
امروزه، با توجه به بالا بودن هزینه‌های جاری برای تولید و استخراج نفت و گاز، حفاری جهت دار به عنوان یک ضرورت جلوه می‌کند. می‌توان گفت مهم‌ترین خصوصیت این روش آن است که تولیدکنندگان را در سراسر جهان قادر می‌سازد از مخازنی برداشت نمایند، که برداشت از آن‌ها از نظر اقتصادی با هیچ روش دیگری امکان‌پذیر نیست.
توسعه و پیشرفت در موتورهای گل حفاری را می‌توان از مهم‌ترین عوامل در پیشرفت حفاری جهت دار دانست. هم چنین ساخت دستگاه‌های موقعیت سنج با دقت بالا، به توسعه این بخش کمک شایانی نموده‌است. هم اکنون، دستگاه‌های هدایت گر پیشرفته به عنوان وسایلی برای جهت دهی به موتورهای گل جایگزین وسایل موقعیت سنج قدیمی شده‌اند. این دستگاه‌ها به وسیله کابل به درون لوله حفاری رانده شده و پس از قرارگرفتن در جای مناسب و گذشتن از فواصل معین، اطلاعات را به سطح زمین می‌فرستند. این اطلاعات به وسیله کامپیوتر پردازش شده و موقعیت دقیق چاه و شرایط دما و فشار ته چاه از آن‌ها استخراج می‌گردد. در دهه ۱۹۸۰ یک نمونه جدید از این دستگاه‌ها به عنوان وسیله‌ای با دقت و صرفه اقتصادی قابل قبول ساخته و معرفی گردید. امروزه دستگاه‌های MWD با موتورهای گل قابل هدایت، رانده می‌شوند. نمونه جدید این دستگاه‌ها به همراه دستگاه‌های لاگ (logg) اشعه گاما و مقاومت، ساخته شده‌است که هم‌زمان با عملیات حفاری، امکان بررسی و شناسایی سازند را فراهم می‌آورد.

## کاربردهای حفاری جهت‌دار
حفاری جهت‌دار در موارد زیر دارای اهمیت می‌باشد:

### مکان‌های دور از دسترس
ممکن است نقطه مورد نظر حفاری، در محلی که دسترسی به آن بسیار مشکل بوده (مانند دریا، دریاچه، رودخانه، کوه و غیره) یا در یک منطقه مسکونی واقع باشد.

### حفاری مجموعه‌ای از چاه‌ها
حفاری مجموعه‌ای از چاه‌ها (به انگلیسی: Well Cluster) فقط در مکان‌هایی که جهت بهره‌برداری آماده شده‌اند، توجیه اقتصادی دارد. بارزترین نمونه از این مورد در حفاری فراساحلی اتفاق می‌افتد، که در آن ساخت یک سکوی ثابت، جهت حفر چندین چاه بهره‌برداری، توجیه اقتصادی دارد.

### احداث کنار گذر
کنارگذرها معمولاً به هنگام مانده‌گیری جهت خارج کردن رشته لوله از کار افتاده و واقع در قسمت تحتانی چاه، حفر می‌شوند.

### چاه‌های فشار شکن
چاه‌های فشار شکن در نزدیکی چاه دیگر برای کنترل فوران، حفاری می‌شوند. با توجه به اینکه دقت بالایی جهت حفر این چاه‌ها، در فاصله نزدیک به چاهی که در حال فوران است، مورد نیاز می‌باشد، حفر این چاه‌ها را می‌توان مهم‌ترین و پیچیده‌ترین کاربرد حفاری جهت‌دار قلمداد کرد.

### چاه‌های زمین گرمایی دوگانه
چاه‌های زمین گرمایی دوگانه (به انگلیسی: Paired Geothermal Wells) جهت دستیابی و بهره‌برداری از منابع زمین گرمایی، دو چاه نزدیک به هم، حفاری می‌شود. چاه تولیدی که آب گرم را، از منبع به طرف بالا هدایت می‌کند و چاه تزریقی که جهت انتقال مجدد آب، به داخل لایه‌های زمین از آن استفاده می‌شود.

### حفاری افقی
در این کاربرد از روش حفاری جهت‌دار، جهت حفر چاه با زاویه حداکثر ۹۰ درجه استفاده می‌شود و معمولاً به منظور افزایش میزان تولید در چاه‌ها، کاربرد دارد.

## پارامترهای طراحی چاه جهت‌دار
طراحی و آماده‌سازی یک چاه جهت‌دار، با مکان‌یابی هدف مورد نظر و استقرار دکل حفاری شروع می‌شود. مکان هدف معمولاً به شکل کره‌ای که مرکز آن، محل ضربه است، مشخص می‌گردد.
بعد از آنکه نقاط آغاز و انتها مشخص شدند، مسیر حفر چاه نیز، باید مشخص گردد. معمول‌ترین و اقتصادی‌ترین مسیر برای حفر چاه، مسیر J شکل می‌باشد. جهت حفر این گونه چاه‌ها، گروه حفاری در ابتدا یک چاه عمودی تا عمق مشخصی که تحت عنوان نقطه انحراف (به انگلیسی: Kick off Point) شناخته می‌شود، حفاری می‌کنند. نقطه انحراف، نقطه‌ای است، که در آن انحراف چاه از مسیر عمودی آغاز می‌شود. مرحله بعدی حفاری همراه با افزایش زاویه شیب می‌باشد و جهت حفاری آن، به رشته لوله حفاری ویژه‌ای، نیازمند است.